# Passalus affinis
Passalus affinis là một loài bọ cánh cứng trong họ Passalidae.